# Patrik Johansson (bandyspelare)
Patrik "Putte" Johansson, född 13 september 1988, är en svensk bandyspelare som spelar för Vetlanda BK i Elitserien. 
Johansson startade sin karriär i hemstaden Kungälv och klubben IFK Kungälv där han representerade samtliga lag från bandyskolan upp till A-laget. Debuten i A-laget kom dock först 2008 efter att han studerat på bandygymnasiet i Nässjö och representerat Nässjö IF, Vetlanda BK och en säsong i IFK Vänersborg innan han återvände till moderklubben när laget hade tagit sig upp i Elitserien. Där spelade han mellan 2008 och 2010. Efter fem säsonger i IK Sirius lämnade han klubben för Vetlanda BK. 
Under tiden i IFK Kungälv och Uppsalaklubben IK Sirius representerade Johansson det svenska U23-landslaget  och blev utsedd till årets spelare i båda klubbarna.

## Statistik
| Säsong  | Klubb          | Ligaspel | Slutspel/Kval | World Cup | Cupspel* | Totalt antal matcher | Mål | Assist | Totalt antal poäng |
| ------- | -------------- | -------- | ------------- | --------- | -------- | -------------------- | --- | ------ | ------------------ |
| 2019-20 | Vetlanda BK    | 19       | 5             | 2         | 0        | 26                   | 19  | 2      | 21                 |
| 2018-19 | HC Start       | 16       | 0             | 5         | 3        | 24                   | 21  | 3      | 24                 |
| 2017-18 | Vetlanda BK    | 26       | 5             | 3         | 0        | 34                   | 28  | 8      | 36                 |
| 2016-17 | Vetlanda BK    | 26       | 0             | 4         | 3        | 33                   | 16  | 6      | 22                 |
| 2015-16 | Vetlanda BK    | 23       | 3             | 0         | 3        | 29                   | 18  | 4      | 22                 |
| 2014-15 | IK Sirius      | 25       | 6             | 0         | 3        | 34                   | 11  | 8      | 19                 |
| 2013-14 | IK Sirius      | 0        | 0             | 0         | 0        | 0                    | 0   | 0      | 0**                |
| 2012-13 | IK Sirius      | 14       | 0             | 0         | 4        | 18                   | 5   | 4      | 9                  |
| 2011-12 | IK Sirius      | 25       | 2             | 3         | 0        | 30                   | 6   | 9      | 15                 |
| 2010-11 | IK Sirius      | 24       | 4             | 3         | 3        | 34                   | 11  | 6      | 17                 |
| 2009-10 | IFK Kungälv    | 26       | 2             | 0         | 0        | 28                   | 10  | 4      | 14                 |
| 2008-09 | IFK Kungälv    | 23       | 6             | 0         | 2        | 29                   | 10  | 5      | 15                 |
| 2007-08 | IFK Vänersborg | 3        | 0             | 0         | 1        | 4                    | 0   | 0      | 0                  |
| 2006-07 | Vetlanda BK    | 12       | 0             | 0         | 3        | 15                   | 0   | 2      | 2                  |
| Totalt  |                | 262      | 33            | 20        | 24       | 338                  | 155 | 62     | 216                |

Siffrorna gäller för samtliga tävlingsmatcher (Liga, cup samt slutspel/kvalspel) 
*Cupspel avser Svenska Cupen, Ryska cupen samt Champions Cup 
**Spelade ej under säsongen på grund av skada 

## Meriter
- SM-guld P17 med Nässjö IF 2004/05
- VM-silver med svenska P17-landslaget 2004/05
- NM-guld med svenska P19-landslaget 2006/07 [4]
- Årets spelare i IFK Kungälv 2009/10
- "10 ryssar priset", Västra Sidan 2010/11 [5]